# Тетяна Попа
Пані Тетяна Попа (рум. Tatiana Popa; 2 листопада 1952, Бухарест) — румунська дипломатка. Генеральний консул Румунії у Чернівцях (2009—2013).

## Життєпис
Народилася 2 листопада 1952 року в Бухаресті. У 1977 році закінчила хімічний факультет Бухарестського політехнічного інституту; У 1982 році Аспірантуру для роботи в міжнародних організаціях з дипломом Академії політичних наук; У 1994 році прослухала Курс підготовки дипломатів у Міжнародному інституті державного управління, Франція; У 2004 Річний курс підготовки дипломатів у Дипломатичній Академії Румунії; У 2007 році Дистанційну програму, організовану IDR на тему «Геополітика Чорного моря».
У 1977—1980 рр. — працювала інженером в хімічні промисловості
У 1980—1983 рр. — спеціаліст з експорту-імпорту ICE Industrial 
У 1983—1984 рр. — Міжнародний експерт Комісії зовнішньої торгівлі Секретаріату Ради Економічної Взаємодопомоги (РЕВ) в СРСР
У 1984—1986 рр. — Експерт експертного представництва Румунії в Раді Економічної Взаємодопомоги.
У 1986—1994 рр. — Міжнародний експерт ІНТЕРХІМФАЙБЕР, Бухарест
У 1994—1996 рр. — Другий секретар, Перший секретар Директорату Молдови МЗС Румунії
У 1996—1999 рр. — Перший секретар Директорату Молдови Міністерства закордонних справ Румунії. У 1998 році була Спостерігачем ОБСЄ на парламентських виборах у Сербії.
У 1999—2000 рр. — Радник, директор Директорату Молдови МЗС Румунії
У 2000—2004 рр. — Перший секретар Посольства Румунії Молдові, тимчасовий повірений у справах Румунії у Молдові
У 2004—2006 рр. — Радник Директорату розширення Європи та Республіки Молдова МЗС Румунії. У 2005 році була Спостерігач ОБСЄ на парламентських виборах у Республіці Молдова.
У 2006—2009 рр. — Перший секретар, радник посольства Румунії в Болгарії
У 2009—2013 рр. — Генеральний консул Румунії у Чернівцях.